# Aspidospira
Aspidospira es un género de foraminífero bentónico considerado como nomen nudum e invalidado, aunque también considerado un sinónimo posterior de Anomalina de la Familia Alfredinidae, de la Superfamilia Asterigerinoidea, del Suborden Rotaliina y del Orden Rotaliida., el cual fue considerado un género inválido, aceptándose como sustituto el género Epistomaroides. Su rango cronoestratigráfico abarcaba el Holoceno.

## Discusión
Clasificaciones previas incluían Aspidospira en la Familia Anomalinidae y en la Superfamilia Chilostomelloidea.

## Clasificación
En Aspidospira no se ha considerado ninguna especie.